# Растегаиха
 Растега́иха  — деревня в Юринском районе Республики Марий Эл. Входит в состав Васильевского сельского поселения.

## География
Находится в юго-западной части республики Марий Эл на правобережье Ветлуги на расстоянии приблизительно 40 км на северо-запад от районного центра — посёлка Юрино. Расстояние до центра сельского поселения, села Васильевское, 4 км, до посёлка Юрино — 58 км.

## История
В 1927 году здесь было учтено 70 хозяйств, 344 жителя, в 1940 году — 375 жителей, в 1974 году в 43 хозяйствах проживали 144 жителя. В советское время работали колхозы «Большевик» и им. Сталина. 
Религия
В конце XIX века жители Растегаихи были прихожанами находящейся в селе Васильевское Макарьевского уезда церкви Святителя Василия Великого Нижегородской епархии. Церковь была построена в 1761 году (в 1842, 1866, 1881 годы), деревянная, однопрестольная. 

## Название
Ойконим характеризует внешний вид деревни, ср. расстегай «пирожок с продолговатым разрезом наверху, через который видна рыбная начинка»; «шелковый сарафан с вырезом» (Фасмер, 1971, т. III:445). Конечный элемент -иха — топоформант. Название могло быть прозвищным.— Топонимия Марий Эл

## Население
| 2010 |
| ---- |
| 9    |

В 1859 году во владельческой деревне Растегаиха (Исаева) (при речке Перше) 1 стана Макарьевского уезда Нижегородской губернии насчитывалось 13 дворов, 47 мужчин, 49 женщина.

В 1910 году в деревне Растегаиха (Расталиха), бывшей деревне помещицы Зыбиной, Покровской волости Макарьевского уезда было 47 дворов.

Население составляло 45 человек (русские — 98 %) в 2002 году, 9 в 2010.